# رئال کروزریوی برزیل
رئال کروزریوی برزیل (به انگلیسی: Brazilian cruzeiro real) (به زبان بومی: cruzeiro real brasileiro) یکای پول رایج در کشور برزیل است. مسئولیت کنترل این یکای پول برعهدهٔ بانک مرکزی برزیل قرار دارد.